# Justin Roberts
Justin Jason Roberts (Chicago, 29 de desembre de 1979) és un anunciador de lluitadors estatunidenc, que treballa a la marca de SmackDown! de l'empresa World Wrestling Entertainment (WWE) des del 1996.